# Peter Carey (escritor)
Peter Philip Carey (7 de maio de 1943) é um escritor e roteirista australiano.

## Carreira
Quando jovem, Carey trabalhou em publicidade enquanto escrevia à noite e aos fins de semana. Durante uma década escreveu um grande número de romances e histórias que nunca viram a luz do dia. Finalmente teve a sua estreia com a colecção de histórias curtas The Fat Man in History (1974). Seguidamente escreveu Bliss (1982) e Illywhacker (1985) enquanto trabalhava na sua empresa de publicidade, só desistindo do negócio depois de vencer o seu primeiro Prémio Booker com o sucesso de vendas Oscar and Lucinda, em 1988.

## Obras

### Romances
- Bliss (1981)
- Illywhacker (1985)
- Oscar e Lucinda - no original Oscar and Lucinda (1988)
- The Tax Inspector (1991)
- The Unusual Life of Tristan Smith (1994)
- Jack Maggs (1997)
- A verdadeira história do bando de Ned Kelly - no original True History of the Kelly Gang (2000)
- My Life as a Fake (2003)
- Theft: A Love Story (2006)
- His Illegal Self (2008)
- Parrot e Oliver na América - no original Parrot and Olivier in America (2010)
- The Chemistry of Tears (2012)
- Amnesia (2014)

### Colecções de contos
- The Fat Man in History (1974)
  - Crabs
  - Peeling
  - She Wakes
  - Life and Death in the Southside Pavilion
  - Room No. 5 (Escribo)
  - Happy Story
  - A Windmill in the West
  - Withdrawal
  - Report on the Shadow Industry
  - Conversations with Unicorns
  - American Dreams
  - The Fat Man in History
- War Crimes (1979)
  - The Journey of a Lifetime
  - Do You Love Me?
  - The Uses of Williamson Wood
  - The Last Days of a Famous Mime
  - A Schoolboy Prank
  - The Chance
  - Fragrance of Roses
  - The Puzzling Nature of Blue
  - Ultra-Violet Light
  - Kristu-Du
  - He Found Her in Late Summer
  - Exotic Pleasures
  - War Crimes

### Contos separados
- "Contacts" (Under Twenty-Five: An Anthology, 1966)
- "Eight Parts of a Whole" (Manic Magazine, 1970)
- "Interview with Yourself" (Manic Magazine, 1970)
- "Structure" (Manic Magazine, 1970)
- "I Know You Can Talk" (Stand Magazine, 1975)
- "The Mad Puzzle King" (Living Daylights, 1975)
- "The Rose" (Nation Review, 1976)
- "The Cosmic Pragmatist" (Nation Review, 1977)
- "The Pleasure Bird" (Australian Playboy, 1979)
- "An Abandoned Chapter" (Overland, 1997)

### Ficção juvenil
- The Big Bazoohley: A Story for Children (1995)

### Não ficção
- A Letter to Our Son (1994)
- 30 Days in Sydney: A Wildly Distorted Account (2001)
- Letter from New York (2001)
- Wrong about Japan (2005)

### Guiões
- Bliss (1985, with Ray Lawrence)
- Until the End of the World (1991, with Wim Wenders)